# 5e étape du Tour d'Espagne 2003
Pour un article plus général, voir Tour d'Espagne 2003.
La 5e étape du Tour d'Espagne 2003 a eu lieu le 10 septembre 2003 entre la ville de Soria et celle de Saragosse sur une distance de 167 km. Elle a été remportée au sprint par l'Italien Alessandro Petacchi (Fassa Bortolo) devant l'Espagnol Ángel Edo (Milaneza-MSS) et le Néo-Zélandais Julian Dean (CSC). L'Espagnol Isidro Nozal (ONCE-Eroski) conserve le maillot doré de leader du classement général à l'issue de l'étape.

## Classement de l'étape
| \| Classement de l'étape \| Classement de l'étape \| Classement de l'étape \| Classement de l'étape \| Classement de l'étape \| \| Coureur \| Coureur \| Pays \| Équipe \| Temps \| \| --------------------- \| --------------------- \| --------------------- \| ---------------------------- \| --------------------- \| \| 1er \| Alessandro Petacchi \| Italie \| Fassa Bortolo \| 3 h 19 min 26 s \| \| 2e \| Ángel Edo \| Espagne \| Milaneza-MSS \| + 0 s \| \| 3e \| Julian Dean \| Nouvelle-Zélande \| CSC \| + 0 s \| \| 4e \| Erik Zabel \| Allemagne \| Telekom \| + 0 s \| \| 5e \| Antonio Bucciero \| Italie \| Saeco \| + 0 s \| \| 6e \| Fred Rodriguez \| États-Unis \| Vini Caldirola-Saunier Duval \| + 0 s \| \| 7e \| Angelo Furlan \| Italie \| Alessio \| + 0 s \| \| 8e \| Ján Svorada \| Tchéquie \| Lampre \| + 0 s \| \| 9e \| Alejandro Valverde \| Espagne \| Kelme-Costa Blanca \| + 0 s \| \| 10e \| Steven de Jongh \| Pays-Bas \| Rabobank \| + 0 s \| |                     |                  |                              |                 |
| |                     |                  |                              |                 |
| |                     |                  |                              |                 |
| Classement de l'étape |                     |                  |                              |                 |
| Coureur | Coureur             | Pays             | Équipe                       | Temps           |
| 1er | Alessandro Petacchi | Italie           | Fassa Bortolo                | 3 h 19 min 26 s |
| 2e | Ángel Edo           | Espagne          | Milaneza-MSS                 | + 0 s           |
| 3e | Julian Dean         | Nouvelle-Zélande | CSC                          | + 0 s           |
| 4e | Erik Zabel          | Allemagne        | Telekom                      | + 0 s           |
| 5e | Antonio Bucciero    | Italie           | Saeco                        | + 0 s           |
| 6e | Fred Rodriguez      | États-Unis       | Vini Caldirola-Saunier Duval | + 0 s           |
| 7e | Angelo Furlan       | Italie           | Alessio                      | + 0 s           |
| 8e | Ján Svorada         | Tchéquie         | Lampre                       | + 0 s           |
| 9e | Alejandro Valverde  | Espagne          | Kelme-Costa Blanca           | + 0 s           |
| 10e | Steven de Jongh     | Pays-Bas         | Rabobank                     | + 0 s           |

## Classement général
| \| Classement général \| Classement général \| Classement général \| Classement général \| Classement général \| \| Coureur \| Coureur \| Pays \| Équipe \| Temps \| \| ------------------ \| ------------------------- \| ------------------ \| ----------------------------- \| ------------------ \| \| 1er \| Isidro Nozal \| Espagne \| ONCE-Eroski \| 14 h 11 min 03 s \| \| 2e \| David Etxebarria \| Espagne \| Euskaltel-Euskadi \| + 50 s \| \| 3e \| Joaquim Rodríguez \| Espagne \| ONCE-Eroski \| + 50 s \| \| 4e \| Igor González de Galdeano \| Espagne \| ONCE-Eroski \| + 50 s \| \| 5e \| Marcos Serrano \| Espagne \| ONCE-Eroski \| + 50 s \| \| 6e \| Manuel Beltrán \| Espagne \| US Postal Service-Berry Floor \| + 1 min 00 s \| \| 7e \| Roberto Heras \| Espagne \| US Postal Service-Berry Floor \| + 1 min 00 s \| \| 8e \| Aitor Osa \| Espagne \| iBanesto.com \| + 1 min 14 s \| \| 9e \| Unai Osa \| Espagne \| iBanesto.com \| + 1 min 14 s \| \| 10e \| Francisco Mancebo \| Espagne \| iBanesto.com \| + 1 min 14 s \| |                           |         |                               |                  |
| |                           |         |                               |                  |
| |                           |         |                               |                  |
| Classement général |                           |         |                               |                  |
| Coureur | Coureur                   | Pays    | Équipe                        | Temps            |
| 1er | Isidro Nozal              | Espagne | ONCE-Eroski                   | 14 h 11 min 03 s |
| 2e | David Etxebarria          | Espagne | Euskaltel-Euskadi             | + 50 s           |
| 3e | Joaquim Rodríguez         | Espagne | ONCE-Eroski                   | + 50 s           |
| 4e | Igor González de Galdeano | Espagne | ONCE-Eroski                   | + 50 s           |
| 5e | Marcos Serrano            | Espagne | ONCE-Eroski                   | + 50 s           |
| 6e | Manuel Beltrán            | Espagne | US Postal Service-Berry Floor | + 1 min 00 s     |
| 7e | Roberto Heras             | Espagne | US Postal Service-Berry Floor | + 1 min 00 s     |
| 8e | Aitor Osa                 | Espagne | iBanesto.com                  | + 1 min 14 s     |
| 9e | Unai Osa                  | Espagne | iBanesto.com                  | + 1 min 14 s     |
| 10e | Francisco Mancebo         | Espagne | iBanesto.com                  | + 1 min 14 s     |

## Classements annexes
| Classement par points | Classement par points | Classement par points | Classement par points | Classement par points |
| Coureur               | Coureur               | Pays                  | Équipe                | Points                |
| --------------------- | --------------------- | --------------------- | --------------------- | --------------------- |
| 1er                   | Alessandro Petacchi   | Italie                | Fassa Bortolo         | 50 pts                |
| 2e                    | Erik Zabel            | Allemagne             | Telekom               | 42 pts                |
| 3e                    | Julian Dean           | Nouvelle-Zélande      | CSC                   | 37 pts                |
| 4e                    | David Etxebarria      | Espagne               | Euskaltel-Euskadi     | 36 pts                |
| 5e                    | Joaquim Rodríguez     | Espagne               | ONCE-Eroski           | 32 pts                |

| Classement par points | Classement par points | Classement par points | Classement par points | Classement par points |
| Coureur               | Coureur               | Pays                  | Équipe                | Points                |
| --------------------- | --------------------- | --------------------- | --------------------- | --------------------- |
| 1er                   | Alessandro Petacchi   | Italie                | Fassa Bortolo         | 50 pts                |
| 2e                    | Erik Zabel            | Allemagne             | Telekom               | 42 pts                |
| 3e                    | Julian Dean           | Nouvelle-Zélande      | CSC                   | 37 pts                |
| 4e                    | David Etxebarria      | Espagne               | Euskaltel-Euskadi     | 36 pts                |
| 5e                    | Joaquim Rodríguez     | Espagne               | ONCE-Eroski           | 32 pts                |

| Classement de la montagne | Classement de la montagne | Classement de la montagne | Classement de la montagne       | Classement de la montagne |
| Coureur                   | Coureur                   | Pays                      | Équipe                          | Points                    |
| ------------------------- | ------------------------- | ------------------------- | ------------------------------- | ------------------------- |
| 1er                       | Félix Cárdenas            | Colombie                  | Labarca-2-Café Baqué            | 34 pts                    |
| 2e                        | Luis Pérez Rodríguez      | Espagne                   | Cofidis-Le Crédit par Téléphone | 25 pts                    |
| 3e                        | Isidro Nozal              | Espagne                   | ONCE-Eroski                     | 20 pts                    |
| 4e                        | Fabian Jeker              | Suisse                    | Milaneza-MSS                    | 16 pts                    |
| 5e                        | Carlos Sastre             | Espagne                   | CSC                             | 12 pts                    |

| Classement de la montagne | Classement de la montagne | Classement de la montagne | Classement de la montagne       | Classement de la montagne |
| Coureur                   | Coureur                   | Pays                      | Équipe                          | Points                    |
| ------------------------- | ------------------------- | ------------------------- | ------------------------------- | ------------------------- |
| 1er                       | Félix Cárdenas            | Colombie                  | Labarca-2-Café Baqué            | 34 pts                    |
| 2e                        | Luis Pérez Rodríguez      | Espagne                   | Cofidis-Le Crédit par Téléphone | 25 pts                    |
| 3e                        | Isidro Nozal              | Espagne                   | ONCE-Eroski                     | 20 pts                    |
| 4e                        | Fabian Jeker              | Suisse                    | Milaneza-MSS                    | 16 pts                    |
| 5e                        | Carlos Sastre             | Espagne                   | CSC                             | 12 pts                    |

| Classement du combiné | Classement du combiné     | Classement du combiné | Classement du combiné           | Classement du combiné |
| Coureur               | Coureur                   | Pays                  | Équipe                          | Points                |
| --------------------- | ------------------------- | --------------------- | ------------------------------- | --------------------- |
| 1er                   | Isidro Nozal              | Espagne               | ONCE-Eroski                     | 15 pts                |
| 2e                    | David Etxebarria          | Espagne               | Euskaltel-Euskadi               | 16 pts                |
| 3e                    | Luis Pérez Rodríguez      | Espagne               | Cofidis-Le Crédit par Téléphone | 23 pts                |
| 4e                    | Joaquim Rodríguez         | Espagne               | ONCE-Eroski                     | 32 pts                |
| 5e                    | Igor González de Galdeano | Espagne               | ONCE-Eroski                     | 32 pts                |

| Classement du combiné | Classement du combiné     | Classement du combiné | Classement du combiné           | Classement du combiné |
| Coureur               | Coureur                   | Pays                  | Équipe                          | Points                |
| --------------------- | ------------------------- | --------------------- | ------------------------------- | --------------------- |
| 1er                   | Isidro Nozal              | Espagne               | ONCE-Eroski                     | 15 pts                |
| 2e                    | David Etxebarria          | Espagne               | Euskaltel-Euskadi               | 16 pts                |
| 3e                    | Luis Pérez Rodríguez      | Espagne               | Cofidis-Le Crédit par Téléphone | 23 pts                |
| 4e                    | Joaquim Rodríguez         | Espagne               | ONCE-Eroski                     | 32 pts                |
| 5e                    | Igor González de Galdeano | Espagne               | ONCE-Eroski                     | 32 pts                |

| Classement par équipes | Classement par équipes        | Classement par équipes | Classement par équipes |
| Équipe                 | Équipe                        | Pays                   | Temps                  |
| ---------------------- | ----------------------------- | ---------------------- | ---------------------- |
| 1re                    | ONCE-Eroski                   | Espagne                |                        |
| 2e                     | Euskaltel-Euskadi             | Espagne                | + 56 s                 |
| 3e                     | iBanesto.com                  | Espagne                | + 2 min 02 s           |
| 4e                     | Kelme-Costa Blanca            | Espagne                | + 2 min 15 s           |
| 5e                     | US Postal Service-Berry Floor | États-Unis             | + 2 min 35 s           |

| Classement par équipes | Classement par équipes        | Classement par équipes | Classement par équipes |
| Équipe                 | Équipe                        | Pays                   | Temps                  |
| ---------------------- | ----------------------------- | ---------------------- | ---------------------- |
| 1re                    | ONCE-Eroski                   | Espagne                |                        |
| 2e                     | Euskaltel-Euskadi             | Espagne                | + 56 s                 |
| 3e                     | iBanesto.com                  | Espagne                | + 2 min 02 s           |
| 4e                     | Kelme-Costa Blanca            | Espagne                | + 2 min 15 s           |
| 5e                     | US Postal Service-Berry Floor | États-Unis             | + 2 min 35 s           |